# 方亨咸

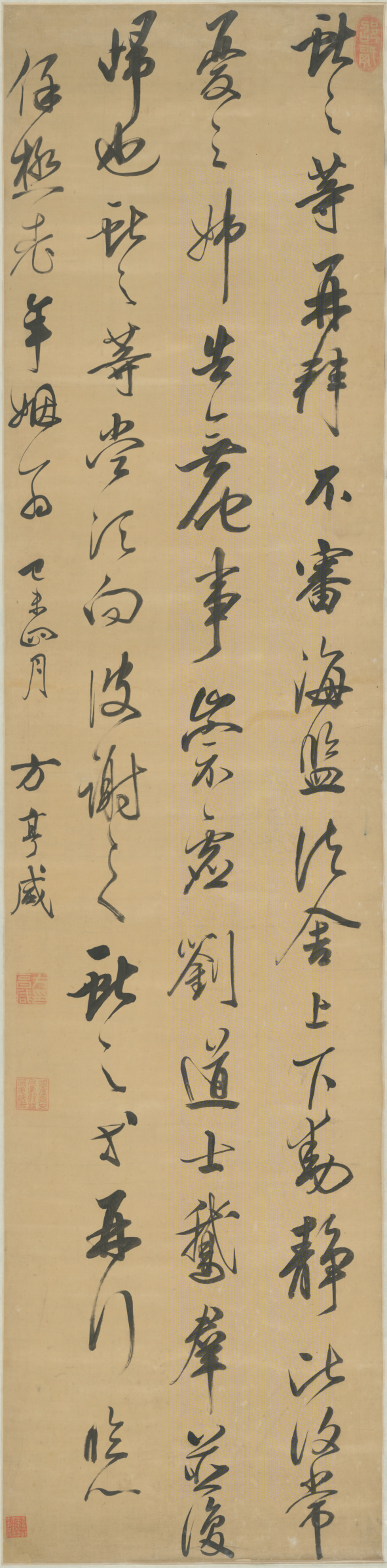
方亨咸临王献之《鹅群帖》（北京故宫博物院藏）

方亨咸（？—？），字吉偶、吉儒，號邵邨、邵村，江南安慶府桐城縣人，清朝政治人物、進士出身。方拱之子、方玄成之弟、方章鉞之兄。

## 生平
順治丙戌舉人。順治四年，登進士，授刑部浙江清吏司員外郎、後升任刑部郎中，順治十五年，任陝西道監察御史。